# Facundo Russo
Facundo Russo (3 settembre 2000) è un calciatore argentino, centrocampista del  Alvarado in prestito dal  Platense.

## Carriera
Cresciuto nel settore giovanile del Platense, debutta in prima squadra il 17 luglio 2021 in occasione dell'incontro di Primera División pareggiato 2-2 contro il Gimnasia (LP).

## Statistiche

### Presenze e reti nei club
Statistiche aggiornate al 31 luglio 2021.
| Stagione        | Squadra         | Campionato      | Campionato | Campionato | Coppe nazionali | Coppe nazionali | Coppe nazionali | Coppe continentali | Coppe continentali | Coppe continentali | Altre coppe | Altre coppe | Altre coppe | Totale | Totale |
| Stagione        | Squadra         | Comp            | Pres       | Reti       | Comp            | Pres            | Reti            | Comp               | Pres               | Reti               | Comp        | Pres        | Reti        | Pres   | Reti   |
| --------------- | --------------- | --------------- | ---------- | ---------- | --------------- | --------------- | --------------- | ------------------ | ------------------ | ------------------ | ----------- | ----------- | ----------- | ------ | ------ |
| 2021            | Platense        | PD              | 4          | 0          | CA+CdL          | 0               | 0               |                    | -                  | -                  |             | -           | -           | 4      | 0      |
| Totale carriera | Totale carriera | Totale carriera | 4          | 0          |                 | 0               | 0               |                    | -                  | -                  |             | -           | -           | 4      | 0      |